# Ekonomika Dánska
Dánská ekonomika je moderní smíšená ekonomika se slušnou životní úrovní, vysokou úrovní veřejných služeb a vysokou závislostí na zahraničním obchodu. V ekonomice dominuje sektor služeb s téměř 80 % všech pracovních míst, zatímco asi 11 % všech zaměstnanců pracuje ve zpracovatelském průmyslu a 2 % v zemědělství. Jmenovitý hrubý národní příjem na obyvatele byl s 55 220 dolary v roce 2017 desátým nejvyšším na světě. S 5 789 957 obyvateli (1. července 2018) má Dánsko 39. největší národní ekonomiku na světě měřenou nominálním HDP a 60. největší dle parity kupní síly (PPP).
Dánsko má velmi dlouhou tradici v dodržování systému fixních směnných kurzů a stále tak činí dodnes. Mezi zeměmi OECD je to jedinečné. Dánská koruna je vázána na euro.